# Accademia degli Umidi
L’Accademia degli Umidi (Académie des mouillés) est une Académie fondée le 1er novembre 1540 à son domicile de Florence par Lo Stradino. Initialement destinée à n’être qu’une parodie de l'Académie des Enflammés nouvellement créée par Leone Orsini, avec pour but d'offrir « une seconde chance à ces marchands qui n’ont pas eu accès à la culture classique », elle finit par devenir la respectable et prestigieuse Académie Florentine.
Consacrée à la poésie, à la philosophie puis aux sciences, outre Martelli ses fondateurs furent Luigi Tansillo, Benedetto Varchi, Annibal Caro, Antonio Minturno, Bernardo de Médicis, Bronzino et Anton Francesco Grazzini. Réunis autour de Giovanni Mazzuoli da Strada, dit lo Stradino, par une commune passion pour les lettres, leur but était de défendre l'utilisation de la langue florentine.
Placée au départ sous le simple patronage de Cosme Ier, elle passa sous la coupe de Niccolò Martelli. Il imposa statuts et membres, lieux de réunions et productions littéraires. Le 23 février 1541, elle changea son nom en Accademia Fiorentina o Società di Eloquenza. Mais elle fut le plus souvent désignée sous celui de l'Accademia Fiorentina. Son premier secrétaire fut Anton Francesco Doni.